# The Big Bang (Nederland)
The Big Bang is een Nederlands televisieprogramma dat uitgezonden wordt door SBS6. De presentatie van het programma is in handen van de Vlaamse broers Staf Coppens en Mathias Coppens; zij presenteren gelijktijdig hetzelfde Vlaamse programma in België.

## Format
Het programma is onderverdeeld in drie onderdelen: The Big Race, The Big Battle en de Finale.

### The Big Race
Drie teams, elk bestaande uit twee bekende Nederlanders, gaan de strijd met elkaar aan om de snelste tijd neer te zetten op een uitdagend parcours. Het parcours verschilt elke aflevering. De teams doen dit om de beurt, het team met de snelste tijd gaat automatisch door naar de finale. De andere twee teams moeten tegen elkaar The Big Battle spelen.

### The Big Battle
In The Big Battle gaan de twee verliezende teams de strijd met elkaar aan om de laatste finaleplek. Hierbij gaat van ieder team één persoon op een stoel zitten en de ander staat bij een knop om vragen te beantwoorden; met als doel lucht te winnen om een ballon op te laten blazen en deze te laten knallen. Degene die als eerste op de knop drukt mag de vraag beantwoorden maar hoe langer je wacht met drukken hoe meer seconden lucht je kan winnen. Als een teamlid op de knop drukt krijgt het teamlid dat op de stoel zit een elektrische schok. Bij een goed antwoord wordt de ballon van het betreffende team het gewonnen aantal seconden opgeblazen. Bij een fout antwoord mag het andere team een poging wagen om de seconden te winnen waarna als zij een goed antwoord geven, hun ballon het betreffende aantal seconden wordt opgeblazen. Geven beide teams een fout antwoord, dan wordt het goede antwoord gegeven en gebeurt er niks. Het team dat als eerste de ballon laat knallen gaat door naar de Finale.

### Finale
In de Finale spelen de twee teams om de beurt de finaleproef. De twee teamleden worden aan elkaar gebonden en moeten proberen zoveel mogelijk waterballonnen, die zij op hun hoofd dragen, door een laserveld naar de overkant te brengen om een koker te vullen. In de koker zit namelijk een sleutel waarmee ze zich los kunnen maken en door kunnen naar de volgende ronde. In de volgende ronde moeten ze met een pijl en boog ballonnen kapot schieten. Als alle ballonnen kapot zijn gaan ze door naar een gladde trap die is ingesmeerd met zeepsop, de teamleden moeten proberen halverwege de trap en de ander bovenaan de trap tegelijk een knop in te drukken om twee werpkogels vrij te spelen. Lukt dit dan kunnen ze met deze werpkogels een grote ballon proberen kapot te gooien. Lukt dit na twee worpen niet, dan moeten ze nogmaals terug de trap op en gelijktijdig op de knoppen drukken om twee nieuwe werpkogels vrij te spelen.
Het team met de snelste tijd wint het programma en ontvangt een trofee in de vorm van een gasfles waarin een voor een jaar lang gratis lucht zit voor Big Bang-feestjes.

## Afleveringen
| Afl. | Uitzenddatum      | Teams                 | Teams                | Teams                  | The Big Battle | Finale     | Kijkcijfers |
| Afl. | Uitzenddatum      | Groen                 | Geel                 | Blauw                  | The Big Battle | Finale     | Kijkcijfers |
| ---- | ----------------- | --------------------- | -------------------- | ---------------------- | -------------- | ---------- | ----------- |
| 1    | 14 september 2023 | Tooske Ragas          | Leo Alkemade         | Samantha Steenwijk     | Groen vs geel  | Team blauw | 537.000     |
| 1    | 14 september 2023 | Bastiaan Ragas        | Dennis Weening       | Chatilla van Grinsven  | Groen vs geel  | Team geel  | 537.000     |
| 2    | 21 september 2023 | René le Blanc         | Ruben van der Meer   | Anne-Marie Jung        | Groen vs geel  | Team blauw | 426.000     |
| 2    | 21 september 2023 | Rutger van Barneveld  | Horace Cohen         | Pim Muda               | Groen vs geel  | Team geel  | 426.000     |
| 3    | 28 september 2023 | Thomas Cammaert       | Natasja Froger       | Kees van der Spek      | Groen vs blauw | Team geel  | 485.000     |
| 3    | 28 september 2023 | Sanne Wallis de Vries | Natascha Froger      | Kim-Lian van der Meij  | Groen vs blauw | Team blauw | 485.000     |
| 4    | 5 oktober 2023    | Sylvia Geersen        | Dave Roelvink        | Klaasje Meijer         | Groen vs geel  | Team blauw | 499.000     |
| 4    | 5 oktober 2023    | Donny Ronny           | Donny Roelvink       | Gers Pardoel           | Groen vs geel  | Team groen | 499.000     |
| 5    | 12 oktober 2023   | Sander de Kramer      | Klaas van der Eerden | Maxime Meiland         | Groen vs geel  | Team blauw | 553.000     |
| 5    | 12 oktober 2023   | Aletha Leidelmeijer   | Pepijn Gunneweg      | Montana Meiland        | Groen vs geel  | Team geel  | 553.000     |
| 6    | 19 oktober 2023   | Manuel Venderbos      | Dennis van der Geest | Toine van Peperstraten | Geel vs blauw  | Team groen | 507.000     |
| 6    | 19 oktober 2023   | Glenn Helder          | Steven Brunswijk     | Evelien de Bruijn      | Geel vs blauw  | Team blauw | 507.000     |

- Het dikgedrukte team won de finale.

## Achtergrond
Het programma is een spin-off van het televisieprogramma Code van Coppens: De wraak van de Belgen, waarbij teams tegen elkaar de strijd aan gingen met experimenten en opdrachten in een escaperoom. Beide programma's worden gepresenteerd door de Vlaamse broers Staf Coppens en Mathias Coppens.
De eerste aflevering van The Big Bang werd uitgezonden op donderdagavond 14 september 2023 en werd bekeken door 537.000 kijkers, daarmee was het de zeventiende best bekeken programma van de dag. Ruim een week later, op 23 september 2023, begon de Vlaamse versie van het programma dat onder dezelfde naam wordt uitgezonden en ook door de broers Coppens wordt gepresenteerd. Oorspronkelijk was het de bedoeling dat de Nederlandse versie pas in het najaar uitgezonden zou worden, zodat het nieuwe format in de broers hun land van herkomst (België) zou debuteren, echter door een wijziging in de programmaring van SBS6 werd het programma naar voren geschoven en debuteerde het in Nederland.

## Trivia
- De meeste teamleden van The Big Bang vormde eerder ook teams in het programma Code van Coppens: De wraak van de Belgen.[2]